# Marco Aurélio Siqueira
Marco Aurélio Siqueira ou simplesmente Marco Aurélio (Ribeirão Preto, 4 de junho de 1970) é um ex-futebolista brasileiro que actuava como guarda-redes.

## Carreira
Natural de Ribeirão Preto, iniciou a sua carreira futebolística no Botafogo-SP em 1990, onde jogou até 1993.
Em seguida alinhou pelo Clube Náutico Capibaribe, de Pernambuco, e em 1995 passou a representar o Santa Cruz FC, clube que ajudaria a ganhar o título estadual naquele ano.
Foi na época de 1996/1997 que Marco Aurélio viajou do Brasil para Portugal, e ingressou na equipa do Rio Ave, emblema ao serviço do qual apenas jogou 14 jogos. Ainda nessa temporada passa a representar a equipa do Farense que então militava na primeira divisão, ao serviço da qual cumpre 50 jogos em época e meia.
Actuou durante 9 épocas no Clube de Futebol Os Belenenses desde 1998/1999 até 2006/2007 ano em que terminou a carreira. Jogou 320 jogos no futebol Português sendo que jogou mais de 194 seguidos. No jogo de apresentação aos sócios da época  2007/2008 viria a ser homenageado.
Foi eleito como um dos goleiros do "O Onze do Centenário" do time Belenenses, de Portugal.

## Títulos
Santa Cruz
- Campeonato Pernambucano: 1995